# MCreator
 (mars 2022).

## Début
MCreator est un logiciel open-source (depuis le 5 septembre 2020) pour créer des modifications sur Minecraft avec une interface visuelle.
MCreator offre des outils visuels pour construire des modifications Minecraft: Java Edition & Minecraft: Bedrock Edition, plugins, data packs et addons. Lors de l'utilisation de l'outil, MCreator génère automatiquement le code Java et JSON en utilisant des modèles FreeMarker. MCreator offre aussi un éditeur de procédures intégré qui utilise l'API Blockly utilisant une génération basée sur des blocs,,,,.
Des plugins externes peuvent aussi être ajoutés pour étendre ses fonctionnalités.

## Histoire
| Année | Date          | Évènement                                | Notes |
| ----- | ------------- | ---------------------------------------- | --- |
| 2012  | 1er Avril     | Naissance de l'idée de MCreator          | Klemen, développeur principal de MCreator et fondateur de Pylo, a eu l'idée de MCreator environ 3 semaines avant le début du développement de MCreator. |
| 2012  | 1er Mai       | Première version publique                | Ajout de la possibilité de créer un bloc et d'exporter le mod. |
| 2012  | 12 Juin       | Première sortie publique                 | Ajout des éléments de mod de base, tels que les items, outils, nourritures, armures, recettes, ... |
| 2012  | 9 Août        | Première sortie stable                   | |
| 2012  | 7 Septembre   | Création du site Internet                | |
| 2013  | 24 Mars       | Premier concours de mod                  | |
| 2013  | 10 Avril      | 1 million de mods créés                  | |
| 2013  | 1er Mai       | Premier anniversaire                     | |
| 2014  | 1er Septembre | Première vidéo bande-annonce             | Une vidéo avec des mods de MCreator sur la chaine YouTube de Pylo. |
| 2015  | Hiver         | Premier récapitulatif du MOTW            | MOTW, signifiant « Mod Of The Week » (Mod de la Semaine) est un prix donné chaque semaine au meilleur mod MCreator sur le site Internet de MCreator. |
| 2016  | 26 Mai        | Re-design du site internet               | La mise à jour du site Internet a apporté plusieurs améliorations au site, avec notamment un meilleur support pour les utilisateurs avec des smartphones. |
| 2017  | Novembre      | Annonce de MCreator 2.0                  | Au cours des années, de nombreux aspects sont devenus difficiles à utiliser. De nombreux bugs sont apparus. Le projet MCreator 2.0 a été lancé pour changer, améliorer et corriger la majorité de ces aspects. De l'introduction d'un nouveau système d'évènements (utilisant Blockly) à un re-design complet de l'interface utilisateur, sans oublier la séparation des espaces de travail et des générateurs, une feuille de route a été faite pour montrer les progrès et les changements à venir. |
| 2018  | 25 Février    | Sortie de MCreator 1.7.8                 | Première version de « MCreator 2.0 » avec beaucoup de changements et un renouvellement du code et de l'UI de MCreator. |
| 2018  | 4 Mai         | Sortie de MCreator 1.7.9                 | L'ancien système d'évènement a été remplacé avec le nouvel éditeur Blockly. |
| 2019  | 26 Janvier    | Sortie de MCreator 1.8.2                 | Première introduction de MCreator Link, un système capable de connecter les mods aux cartes Arduino et aux Raspberry Pi. |
| 2019  | 8 Décembre    | Sortie de MCreator 2019.5                | MCreator 2019.5 est le résultat de plusieurs mises à jour majeures. C'est aussi la première version du nouveau MCreator (MCreator 2.0). Cette version ajoute également un nouveau modèle de version utilisant l'année et le numéro de version. (recommençant à 1 chaque année) |
| 2020  | 12 Janvier    | Première snapshot de la 2020.1           | Ajout d'un générateur permettant la création de data packs. |
| 2020  | 14 Mars       | Deuxième snapshot de la 2020.2           | Ajout des plugins externes à MCreator afin de permettre la modification de ses éléments. Les plugins externes les plus populaires permettent de créer des mods Fabric, car seulement l'API de Minecraft Forge est utilisée de manière native dans MCreator. C'est aussi la première version à autoriser un debranding complet de MCreator. |
| 2020  | 17 Avril      | Première snapshot de la 2020.3           | Ajout d'un nouveau générateur permettant la création d'add-ons pour la Bedrock Edition. |
| 2020  | 22 Juin       | Sondage pour de potentiels contributeurs | Avec la première snapshot de la 2020.4, un sondage a été réalisé pour savoir si de potentiels utilisateurs viendraient à aider si MCreator devenait public. C'est aussi en ce moment que MCreator a commencé à être rendu open-source. |
| 2020  | 5 Septembre   | Open-Source                              | Ce jour, l'entièreté du code source de MCreator a été ajouté sur GitHub afin de permettre à n'importe qui de contribuer au projet. |
| 2020  | 25 Septembre  | Première snapshot communautaire          | Cette version (Seconde snapshot 2020.5) est la première version de MCreator faite par la communauté et les contributeurs externes. Plusieurs contributeurs importants au projet ont démarré avec cette snapshot. |
| 2021  | 2 Juin        | Concours des thèmes                      | Après avoir ajouté la possibilité de faire des thèmes changeant l'UI, le premier concours de thème a été lancé. Le thème du gagnant serait ainsi mis dans le code de MCreator de façon permanente. Les thèmes « Midnight » et « Matrix » ont gagné le concours et ont été ajoutés à MCreator à côté des thèmes clair et sombre par défaut. |
| 2022  | 25 Février    | Concours de MCreator & CurseForge        | Afin d'encourager l'esprit de durabilité, MCreator et CurseForge organisent un concours de mods liés à la Terre afin de mettre en lumière les problèmes liés à notre mode de vie actuel. Les mods peuvent inclure, sans s'y limiter, les sources d'énergie durable, l'industrie, l'agriculture, le recyclage, les catastrophes naturelles, et plus encore,. |
| 2022  | 1er Mai       | 10e anniversaire                         | Vidéo récapitulative de MCreator sur la chaine YouTube de Pylo annonçant également de nombreuses choses à venir dans le mois de Mai 2022. |
| 2024  | 1er Mai       | 12e anniversaire                         | Pour la deuxième fois de son histoire, afin de fêter son 12e anniversaire, MCreator organise un concours de mod (ModJam) avec CurseForge. Contrairement au premier concours, pas de thème précis est défini. |

## MCreator Link
MCreator Link est une API open source et un mod permettant aux utilisateurs de faire un mod en utilisant MCreator et de le connecter à des appareils comme Arduino ou Raspberry Pi utilisant l'API modée de Minecraft, Minecraft Forge,,,.

## Mods MCreator et Mods de la Semaine
MCreator annonce un concours appelé "Mod of the Week" (Mod de la Semaine) sur leur site officiel, où le mod ayant le plus de votes positifs de la communauté est choisi chaque semaine. Le mod gagnant est placé sur l'écran d'accueil de MCreator et est labellé avec une bannière commémorative sur sa page.
De nombreux mods MCreator sont devenus populaires parmi la communauté de modding Minecraft parmi lesquels:
- Stalwart Dungeons par Furti_Two
- Nef's Medieval decoration par neoelfe0
- Dead Guys Untitled Deep Dark par deadguystuffs
- Mushroom Quest par Ryukusu
- Comfortable Nether par TheRealZonko
- Kobolds! par Jusey1z
- Oh The Biomes You'll Go par AOCAWOL (réécrit en Java)

## Sources
1. ↑  « MCreator is now open source | MCreator », sur mcreator.net (consulté le 21 février 2023)
2. 1 2  « About MCreator - Minecraft Mod Maker | MCreator », sur mcreator.net (consulté le 7 mars 2022)
3. ↑  « Erisium • Article : Créer son mod avec MCreator ! », sur Erisium (consulté le 7 mars 2022)
4. ↑  (it) « Come creare una mod per Minecraft », sur Salvatore Aranzulla (consulté le 7 mars 2022)
5. ↑  (en-US) Katie Salen, « Modding in Minecraft: It's Easy With MCreator », 25 février 2017 (consulté le 7 mars 2022)
6. ↑  « Tutoriels/Modder avec MCreator », sur Le Minecraft Wiki (consulté le 1er décembre 2023)
7. ↑  « Comment créer un mod Minecraft avec Mcreator ? », sur Minecraft.fr, 28 juin 2015 (consulté le 7 mars 2022)
8. ↑  « Minecraft Mod Maker - MCreator » (consulté le 7 mars 2022)
9. ↑  « Wesbite update: new logo, spoilers and more! | MCreator », sur mcreator.net (consulté le 7 mars 2022)
10. ↑  « MCreator 2 | MCreator », sur mcreator.net (consulté le 7 mars 2022)
11. ↑  « Changelog (older versions) | MCreator », sur mcreator.net (consulté le 7 mars 2022)
12. 1 2  « Connect Arduino and Raspberry Pi with Minecraft | MCreator Link », sur mcreator.net (consulté le 7 mars 2022)
13. ↑  « MCreator 2019.5 - The multiversion is here! | MCreator », sur mcreator.net (consulté le 7 mars 2022)
14. ↑  « The second 2020.1 snapshot - data packs and more | MCreator », sur mcreator.net (consulté le 7 mars 2022)
15. ↑  « The second 2020.2 snapshot - Major changes | MCreator », sur mcreator.net (consulté le 7 mars 2022)
16. ↑  « The first 2020.3 snapshot - 1.15.2, add-ons and more | MCreator », sur mcreator.net (consulté le 7 mars 2022)
17. ↑  « The first 2020.4 snapshot - energy, doors, and more | MCreator », sur mcreator.net (consulté le 7 mars 2022)
18. ↑  « MCreator is now open source | MCreator », sur mcreator.net (consulté le 7 mars 2022)
19. ↑  « The second 2020.5 snapshot and some updates | MCreator », sur mcreator.net (consulté le 7 mars 2022)
20. ↑  « 1st 2021.2 snapshot and themes contest | MCreator », sur mcreator.net (consulté le 7 mars 2022)
21. ↑  « The 3rd snapshot of 2021.2 update is here | MCreator », sur mcreator.net (consulté le 7 mars 2022)
22. ↑  « MCreator x CurseForge ModJam | MCreator », sur mcreator.net (consulté le 7 mars 2022)
23. ↑  « https://twitter.com/curseforge/status/1497840732350124038 », sur Twitter (consulté le 1er mai 2022)
24. ↑  « https://twitter.com/curseforge/status/1514616941087891470 », sur Twitter (consulté le 1er mai 2022)
25. ↑  « 🐰 Shahar Sorek sur LinkedIn : The Sustainability Project ModJam Winners », sur www.linkedin.com (consulté le 1er mai 2022)
26. ↑  « 10 Years of MCreator (History of Open Source MCreator) » (consulté le 1er mai 2022)
27. ↑  « MCreator x CurseForge ModJam 2024 | MCreator », sur mcreator.net (consulté le 27 avril 2024)
28. ↑  (en-US) By, « Control The Real World With An Arduino-Enabled Minecraft Mod », sur Hackaday, 4 juin 2016 (consulté le 7 mars 2022)
29. ↑  « MCreator Link - Arduino Reference », sur www.arduino.cc (consulté le 8 mars 2022)
30. ↑  (en) « MCreator Link », sur www.arduinolibraries.info (consulté le 8 mars 2022)
31. ↑  « Mod Of The Week | MCreator », sur mcreator.net (consulté le 8 mars 2022)